# Kunowa
Kunowa – wieś w Polsce położona w województwie podkarpackim, w powiecie jasielskim, w gminie Skołyszyn.
W 1595 roku wieś położona w powiecie bieckim województwa krakowskiego była własnością starosty olsztyńskiego Joachima Ocieskiego. W latach 1975–1998 miejscowość administracyjnie należała do województwa krośnieńskiego.
| SIMC    | Nazwa      | Rodzaj    |
| ------- | ---------- | --------- |
| 0360075 | Dział      | część wsi |
| 0360081 | Podjedlina | część wsi |
| 0360098 | Przycierz  | część wsi |

Powierzchnia wsi wynosi 612,1 ha.

## Historia
W średniowieczu w Kunowej istniał zamek obronny. Wg legendy było to ulubione miejsce królowej Jadwigi.
W dokumentach wielokrotnie spotykamy wielu znaczących i zasłużonych obywateli, którzy w tytułach mają zapis z Kunowej. Świadczy to o znaczeniu tego grodu i być może z powodu funkcji obronnych.
Za króla Kazimierza w 1369 r. osadźcami Strachociny byli Piotr i Grzegorz z Kunowej. Sołtysem był tu i w Harklowej Jakusz, dziedzic z Kunowej, a następnie w 1383 r. odstąpił sołtysostwo Harklowej synowi, szlach. Klemensowi z Kunowej.
W 1613 roku Florian Oświęcim z Kunowej otrzymał od Jerzego Mniszcha m.in. Potok k. Krosna.

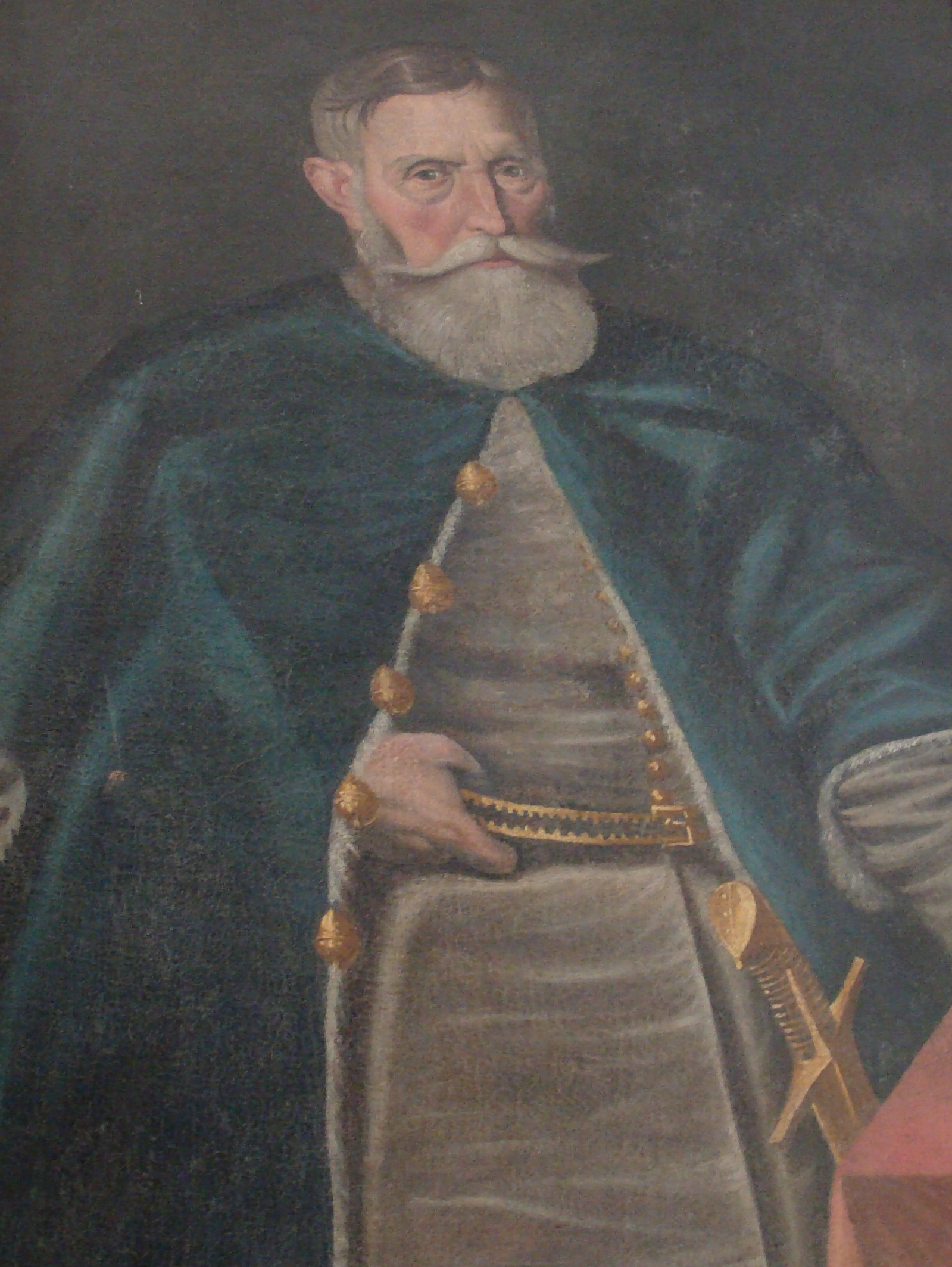
Florian de Kunowa Oświęcim (ojciec Stanisława), portret z kościoła franciszkanów w Krośnie
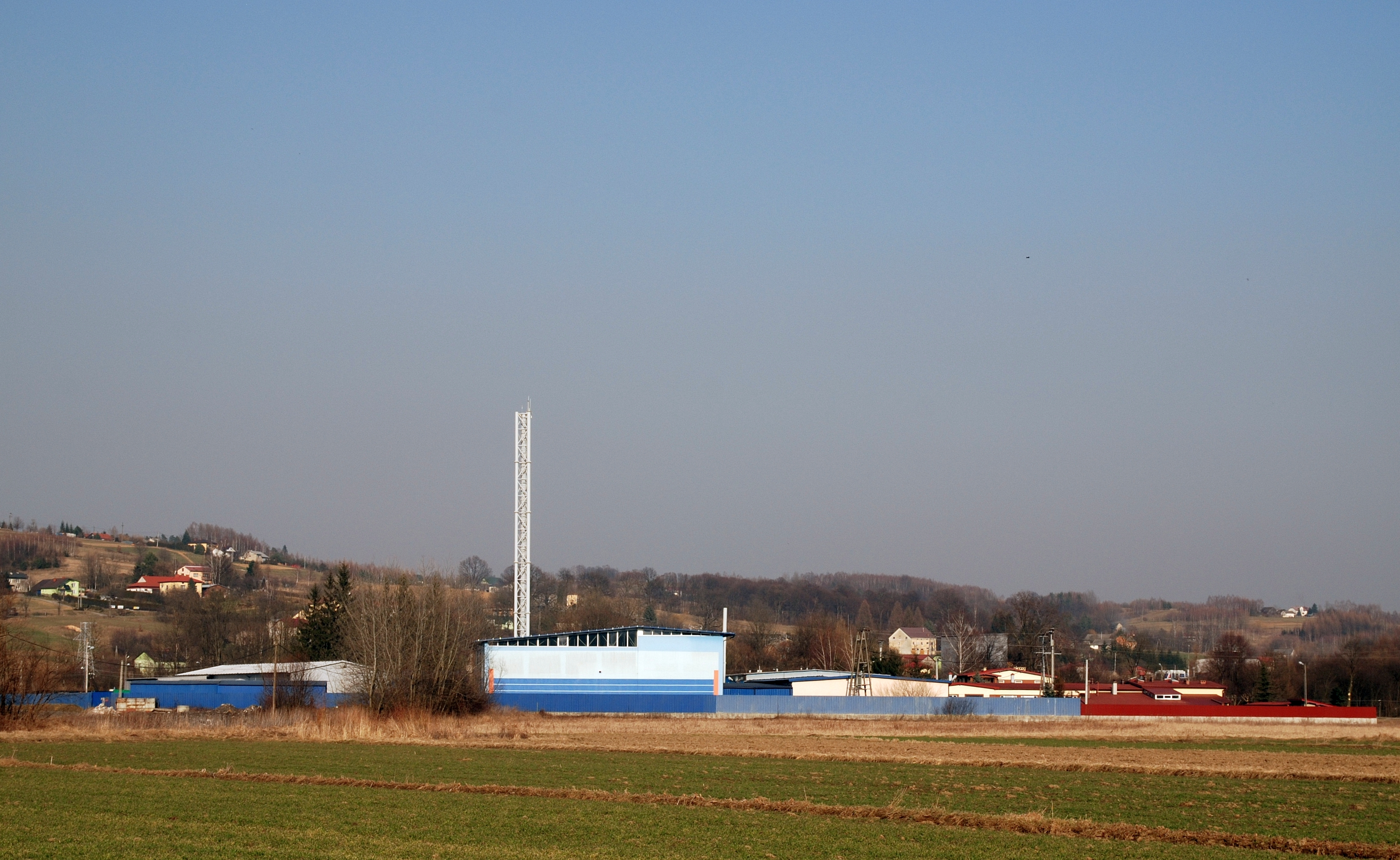
Zakłady przemysłowe w Kunowej